# 航空計器

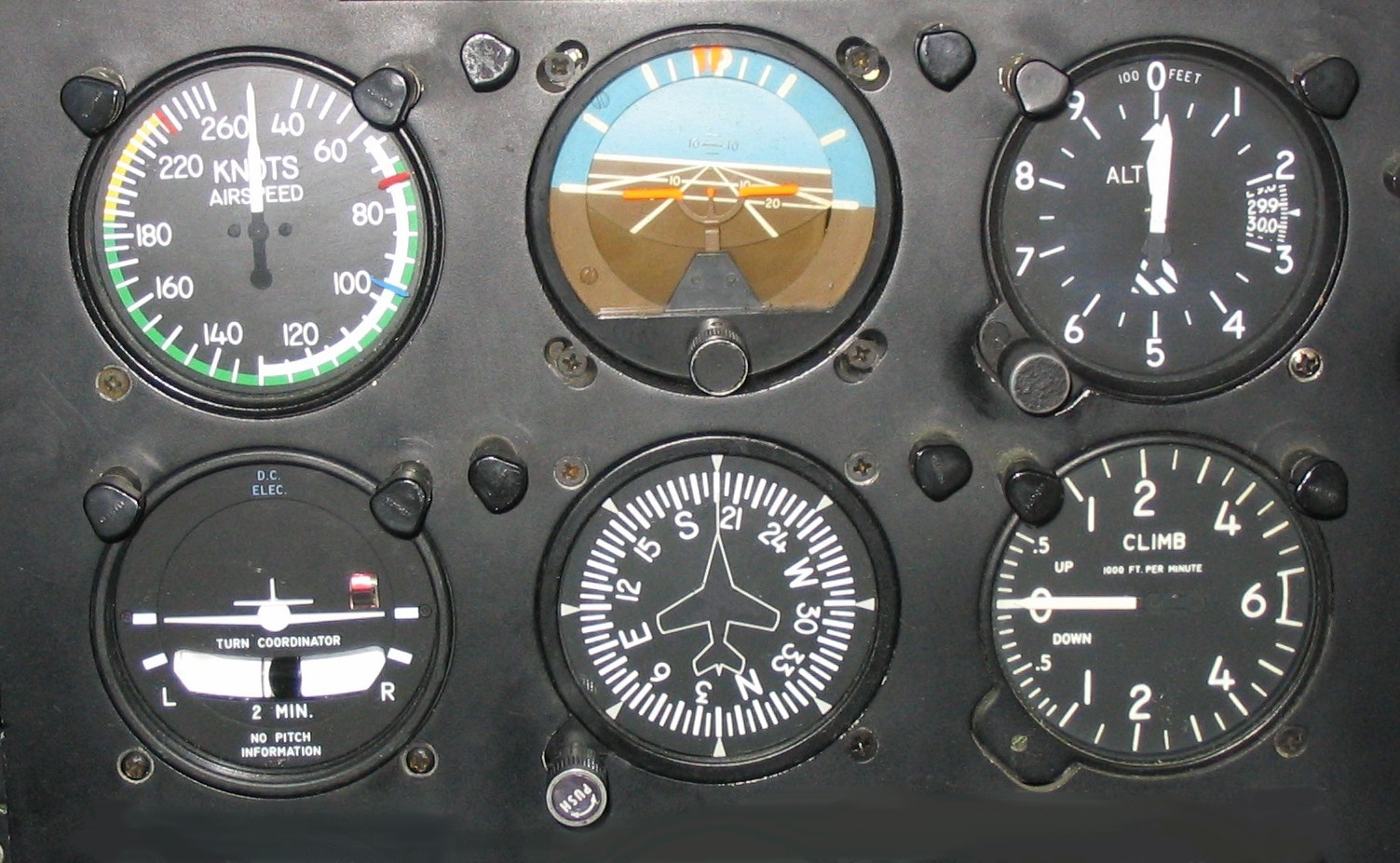
双発の軽飛行機に装備されている6つの基本的な計器。上の列左側から右に対気速度計、姿勢指示計、高度計、下の列左側から右に旋回計、方位計、昇降計

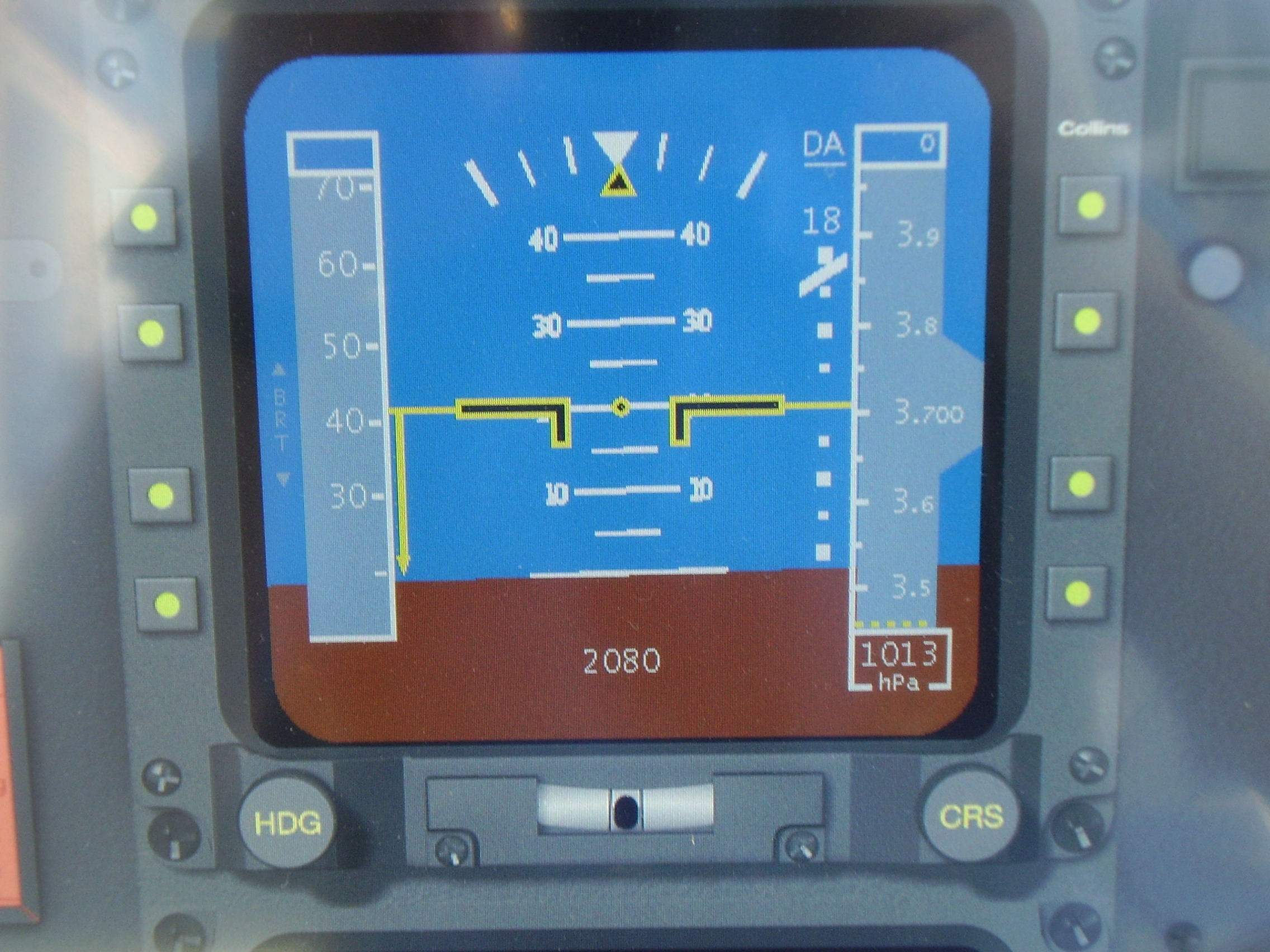
グラスコックピットの例　6つの基本的な計器が一画面に収められている

航空計器（こうくうけいき、英: flight instruments）とは、航空機に装備されており、機体の各種情報を操縦士に知らせる機器のことをいう。

## 計器の種類

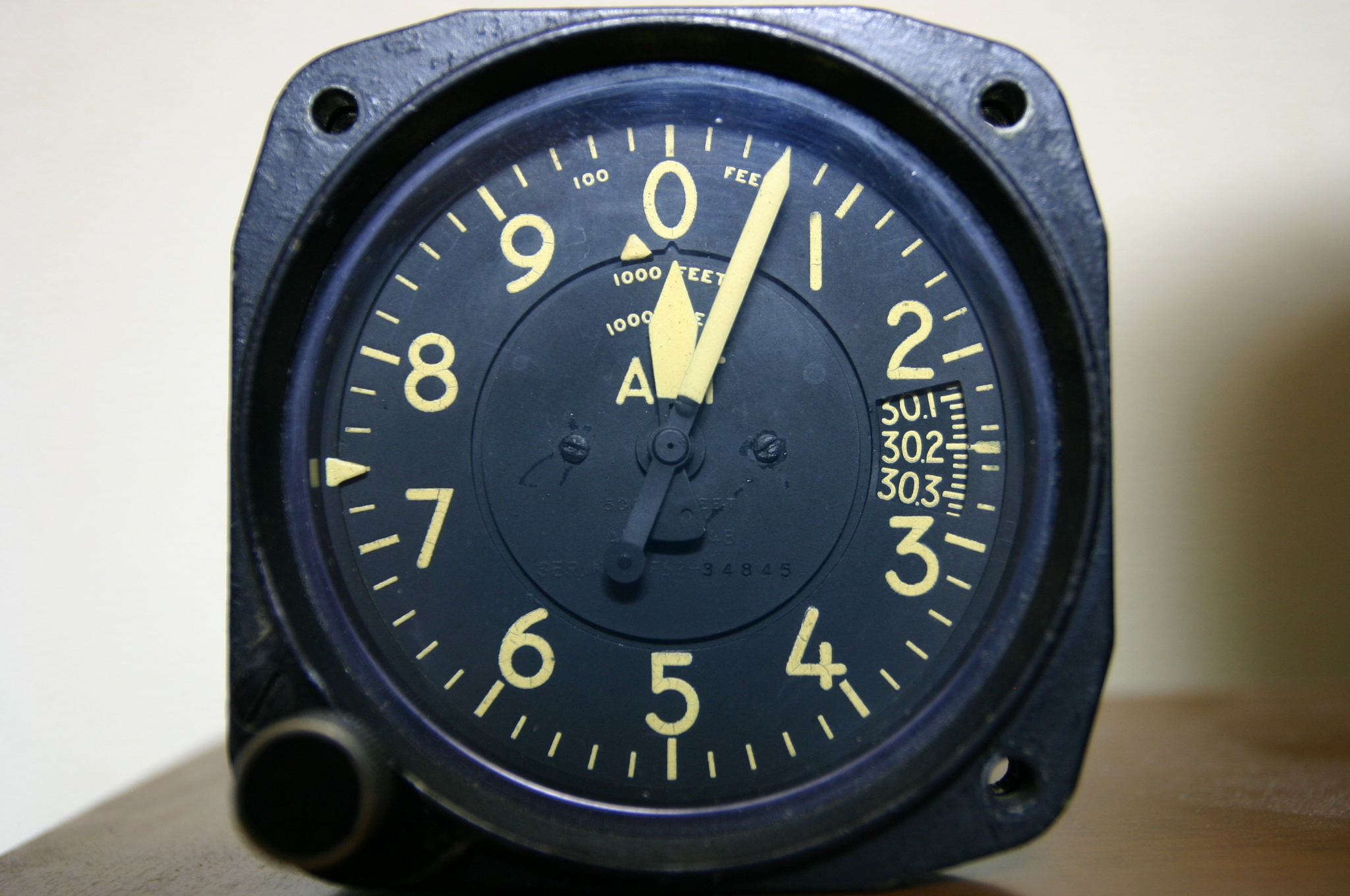
気圧高度計　時計のように見えるが9の次はゼロ

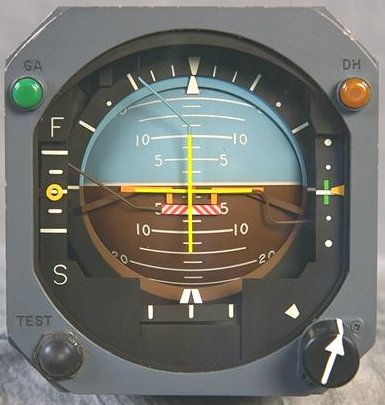
姿勢指示器

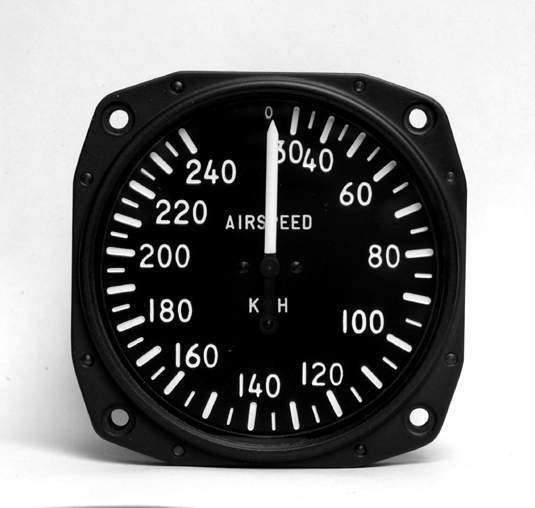
対気速度計

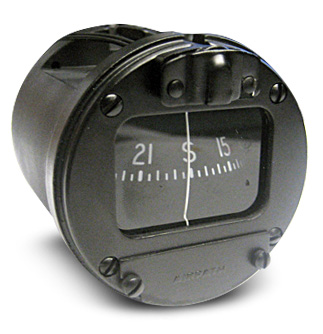
磁気コンパス

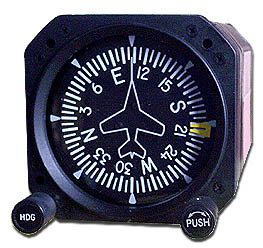
飛行方位計

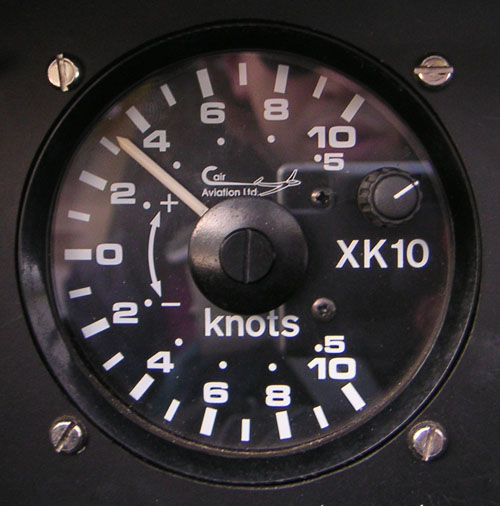
昇降計

大部分の航空機には、次のような計器が装備されている場合が多い。
高度計高度計(Altimeter)は周囲の気圧を測定することで、ある基準面（通常は海面）からの航空機の高度（通常はフィートやメートル）を表示する。正確な高度示度を得るためには、その地域での現在の高度計規正値（基準面の気圧。QNH）を無線等で入手し正しく設定しなければならない（間違えると墜落に繋がる）。必要な情報はATISやVOLMET放送で提供される。
姿勢指示器姿勢指示器(Attitude Indicator, Artificial Horizon, Vertical Gyro:VG)は水平線を慣性で推測し、航空機の姿勢と比べて表示する慣性計器である。操縦士は実際の水平線を視認できない場合、この計器で、翼が水平かどうか、機首が水平から上向きか下向きかを見分ける。計器飛行では最も重要な計器であり、視程が乏しい状況でも役に立つ。機械式の場合、内部のジャイロスコープを電気で回す方法と空圧で回す方法がある。もしこの計器が故障した場合には、他の計器を併用するように操縦士は訓練を受けている。
対気速度計周囲の空気に対する航空機の速度（通常はノット）を表示する。ラム圧をピトー管で測定して動作する。真の対気速度を得るには、表示される対気速度を空気の密度（高度や気温や湿度で変化する）で補正しなければならない。
磁気コンパス航空機の機首方位を磁北と比べて表示する。安定した水平飛行状態では信頼できるが、地球の磁場は傾いているため、旋回中、上昇・降下中、加速中では紛らわしい表示になることがある。この理由のため、航空機の運用では飛行方位計も使われる。航法に使う場合には、（地軸の方向である）真の北または南の方角を得るために、表示された方向（磁極を指している）を補正する必要がある。スタンバイコンパスとも呼ばれる。
飛行方位計定針儀 (directional gyro : DG) とも呼ばれる。航空用途以外が普通だが、ジャイロコンパスと呼ばれることもある。磁北に対する航空機の機首方位を表示する。回転するジャイロスコープを動作原理としているため、（歳差運動と呼ばれる）ドリフト誤差に影響され、定期的に磁気コンパスで較正して修正しなければならない。進歩した多くの航空機では、飛行方位計の代わりに水平姿勢指示計 (Horizontal Situation Indicator : HSI) を装備していて、機首方位を示すだけでなく航法の助けにもなっている。　姿勢指示器と一体にした電子式ものは姿勢方位基準装置(Attitude and heading reference system：AHRS)と呼ぶ。
旋回計 または 旋回釣合計
旋回計(Rate Gyro)は、旋回方向と旋回率を表示する。内部に取り付けられた傾斜計は、旋回の「質」を表示する。例えば、ぎこちない旋回ではなく正確に整った旋回ができているかどうか、機体が内滑り（slip）や外滑り（skid）をしていないかどうか。1960年代後半から1970年代初めごろ以降は、より新しい旋回釣合計が装備されるようになり、旋回計はそれ以前に製造された航空機だけに装備されていることが一般的である。
旋回釣合計は、航空機のロール中に、ロールの率と方向を表示する。ロールしていない時は、旋回の率と方向を表示する。内部に取り付けられた傾斜計は、旋回の質を表示する。以前の旋回計の後継である。
昇降計バリオメータとも呼ばれる。気圧の変化を検知して、上昇率や下降率の情報を操縦士に表示する。通常はフィート毎分またはメートル毎秒で表示される。

### 計器盤での配置
1953年ごろ以降に製造された航空機の大部分では、4つの航空計器が「ベーシックT」と呼ばれる標準的な配置で設置されている。姿勢指示器は中央上に、対気速度計は左に、高度計は右に、飛行方位計は姿勢指示器の下である。残りの2つ、旋回釣合計と昇降計は、通常は対気速度計と高度計の下にある。磁気コンパスは計器盤の上、風防ガラス中柱にあることが多い。夜間航行の為には照明が必要になるが、もちろん装備されている。
- Slingsby T67C の計器。ベーシックT配列。操縦士席にだけある
- 計器盤部分の拡大。上の列左側から右に対気速度計、姿勢指示計、高度計、 下の列左側から右に旋回計、方位計、昇降計

### 照明
計器盤には
1. 計器
2. 切り替えスイッチ。複数の個所から送られてきた情報を選択する
3. 切り替えスイッチに位置を示す文字（RやL、UP(上),DN(下))などの文字
4. その他

が取り付けられている。実際に計器を使用する場合に
1. 計器の照明（文字盤照明）
2. 計器盤全体の照明

が必要となる。晴天、曇、日出、日没、夜間と明るさの条件が大きく変化する機外へと注意を払っている操縦者に、適切な明るさで計器指示の読取り、および操作が出来なくてはならない。計器と計器盤の照明は広い範囲で照度調整が可能となっている。以下にその種類を示す。
インテグラルライト(integral Light)方式計器内部に照明を組み込んだもの。
ピラーライト(Piller Light)方式計器に近接した位置に小さな照明器具を取り付けたもの。

## 重要な事項
航空機の安全、信頼、経済性は計器のみが負うべきはないが、その恩恵は極めて大きいものである。計器を使用するだけではなく、計器の指示が意味することを的確に判断し、運用できる人がいてはじめて達成できるものである。航空計器は技術の発達により常に進歩しているものであり、航空従事者はそれら全般の知識を持つことが要求される。また、知識を持っているがために陥りやすい不用意な取り扱いなどは厳に慎まなければならないといえる。

## 注意
自動操縦装置や、GPSを初めとする衛星測位機器は航空計器ではない。
操縦者の責任の下に補助的に使用するのは良いが、しかしこれらを根拠に位置・姿勢・高度・速度・方向を決める事はしてはいけない。

## 保守
計器を知るには、装備される航空機の諸系統の内外部構造や機能、運航に関することにも関連がある。諸系統に関する理解や運航に関する知識も要求される。計器自体も、電子計器、電気計器、機械計器、ジャイロ計器、などがあり当然のことながら取り扱いに関する知識も必要である。検査、修理、試験、維持に関しての作業にも精通していることが望ましい。日本の航空法では計器の修理は航空機の大修理に該当する重要な項目である。このような、広範囲の知識をもって初めて計器の保守ができるのであり、安易な保守などは現に慎まなければならない。

## 航空計器の生産
生産生産された航空計器は、航空機の安全性確保の観点から、国土交通省の立ち合い検査なしではこれを航空機に装備することができない。指定された機器については、国土交通省の製造証明がなければ売渡せないよう、特殊精密産業に対する産業行政の面から規制がかけられている。
規格計器の生産規格として準拠される規格はJISの航空関係規格が制定されている。国内には米国製の機体も数多く存在するため、これらの航空機に装備される計器が製造された場合のため、MIL規格（米国軍用仕様書）やAS規格、TSO規格なども用いられる。
型式承認前述の規格に対する検査を行い、これに合格した製品と同程度の品質が保たれて、継続的に生産できると判断された場合にのみ型式認証を与え、生産された計器には各個検査（製品検査）のみの立会検査を行い航空機に装備しても良いことになっている。

## 航空計器の特徴
信頼性航空機の場合、地上の良好な条件下での信頼性以外に温度・姿勢・実効重力・気圧などの外的条件が大幅に変化する。これら過酷な環境下でも充分な信頼性が要求される。
重量小型、軽量であることが要求される。航空機の有効積載量（ペイロード）を大きくすることは経済運航にとって好ましい。従って軽量化は、航空機では大命題となっている。
大きさ多発エンジンの機体などでは、計器の数が多くなり安全運航に不可欠な航法計器の種類も増加する傾向にある。しかし、計器盤のスペースには限界があり計器は小型化する必要がある。一般的に表示面の小型化が行われるのであるが、計器の種類によってはある程度以上に小型化が困難な物もある。そこで同一表示面内に多くの機能を組み込んだ計器が用いられるようになった。ブラウン管や液晶ディスプレイ(画面)に多くの表示と機能を持たせた物（グラスコックピット）も用いられている。
耐久性長期間その精度を保持することが望ましいが、計器により耐久性には長短がある。製造者は品質や耐久性の向上に努めており、耐久試験を行っている。過去の実績から使用期間を定めている場合もあるが、一般的に使用者側は耐久試験は行わない。
- 安全使用期間
  1. 一定期間ごとにオーバーホールを行い、信頼性を保持してゆくもの。
  2. 一定期間ごとに精度点検を行って、信頼性を保持してゆくもの。

計器の種類によっては日常の運用で精度や機能が確認できるものもあり、このような場合は定期的な整備は行わない。
環境条件航空機は激しい動きの大気中で運用されるため、気圧、振動、温度、加速度、姿勢、などの影響が少ないことが要求される。
常温器差製造時に高温、低温による温度誤差試験を行い、温度による影響が一定の範囲内に収まる事を確認する。その後特別な修理作業などを行わない場合、常温での誤差や機能を知り、指示誤差の確認作業を行うことが多い。
漏れ航空計器は周囲の気圧が大きく変化するため、受感部分の外側のケース（外箱)の漏れも誤差の原因となる物がある。速度計、高度計、昇降計などの場合は使用できない状態となる。機内与圧がなされている場合は、特に注意が必要となる。
摩擦機械的な軸受けや歯車（ギア）を使用している計器では摩擦による誤差を完全になくすことはできない。器差試験を行う場合は機器に振動（軽打）を与えるか、軽振動台の上で検査を行う。ピストンエンジン機は、エンジンの振動が大きいため計器盤に防振装置を装着して計器盤への振動を軽減している。完全に振動を除去できるわけではないので、摩擦誤差を取り除くという点では何ら問題はない（かえって好都合である）。しかし、タービンエンジン機では振動が少なく、計器によっては摩擦誤差が問題となる場合がある。この場合、計器盤や計器に加振装置を取り付けることもある。
温度補正航空機は運用上、炎天下の酷暑から急に高空の零下数十度の場所に置かれる、というように動作環境が大きく変化する。このため、一般の計器とは異なる温度補正が必要となる。計器の装着場所や航空機の性能によって左右されるが、航空用計器では一般的にマイナス65℃からプラス70℃が用いられている。この135℃にも及ぶ温度変化に対して、計器は自動的に補正され作動するように設計制作されているのであるが、これも完全ではなく経済面、実用面からある程度の誤差は許容されている。さらに遭遇する条件として気圧の変化に対しても検査が必要な計器もある。
湿度航空機が雨中での飛行を行った、野外係留を行った、温度変化があった、以上の直接的、間接的な湿度から影響を受けることがないように、計器の内外部に防錆処置が施され外箱によって密封されている。また、完全密封にして不活性ガスを充填した計器もある。
塩霧水上飛行機や飛行艇ではもちろんであるが、海に近い飛行場などでは絶えず潮風にさらされるなど、航空機に対する影響は大きい。航空計器には塩霧に対する影響が最小限になるように製作される。
カビ航空機は広範囲にわたって運用されるため、胴体内や翼内は密閉された状態にある。このため多くのカビ類が繁殖しやすい環境であるとも考えられる。過去の経験上からカビ類が電気的故障や精密機器に悪影響を与えたことが知られている。このため、航空計器では主要箇所や、外側に抗菌塗料を塗装してカビ類の被害を防止している。
気圧の変化航空計器は大幅な気圧変化にさらされるため、その影響がないように製作されている。不完全な密閉であると、気圧変化による呼吸作用で計器内に湿度やカビ類が吸入され、面ガラスの曇りや内部の電気絶縁の低下による不具合が発生する。

## 航空計器の外箱
航空計器に用いられる外箱の種類には主に以下のものが用いられる。
プラスチック外箱磁気的な影響を内外から受ける（及ぼす）恐れのないものに使用される。製作が容易で塗装の必要がない。計器前面は装備した際に有害な反射を避けるために、つや消しにすることが望ましい。
非磁性金属外箱アルミニウム合金が多く使用される。加工性、価格、機械的な強度で優れており、電気的な遮蔽効果も優れているため、多く用いられる材料である。
鉄製の外箱（磁性材料）計器盤には、多くの計器が接近して多く取り付けられることが多く、電気的な影響を受け（または及ぼし）やすい。電気的な影響は前述のアルミニウム合金などの非磁性体材料で遮断できるが、磁気的な影響を遮断するためには鉄製の外箱が必要となる。電気的な影響も鉄製の外箱は遮断できるが、重量が大きいという点が問題となる。この場合、上述の材料と組み合わせて使用されることもある。

## 工場封印
航空計器の場合も一般の計器と同様に、製造者が製品に対して責任を持つという観点から、計器のある部分に対して封印を行っている。整備調整の資格のない者が、不用意に触れることは航空機の安全上極めて大きな問題である。一般的にネジ部分の頭に樹脂や塗料で封印を施されることが多く、これらの封印を外さないと内部が触れないようになっており、安全性の確保と注意を喚起している。